# Impatiens letestuana
Impatiens letestuana är en balsaminväxtart som beskrevs av N. Halle. Impatiens letestuana ingår i släktet balsaminer, och familjen balsaminväxter. Inga underarter finns listade i Catalogue of Life.